# 呼延夫人 (刘豹)
呼延夫人（3世纪？—257年），匈奴刘豹的夫人，刘渊的母亲。
曹魏嘉平年间在龙门祈子，俄而有一大鱼，头顶有二角，轩鬐跃鳞而至祭所，很久才去。巫觋皆惊异，说：“此嘉祥也。”其夜梦见白天所见鱼变为人，左手拿一物，大如半个鸡蛋，光景非常，授呼延氏，说：“此是日精，服之生贵子。”起来告诉刘豹，刘豹说：“吉征也。吾昔从邯郸张冏母司徒氏相，云吾当有贵子孙，三世必大昌，仿像相符矣。”从此十三月後而生刘渊，刘渊七岁呼延夫人去世。